# Lista över fornlämningar i Gotlands kommun (Norrlanda)
Lista över fornlämningar i Gotlands kommun (Norrlanda) är en förteckning av ett urval av de fornlämningar som finns i Norrlanda i Gotlands kommun.
| Namn                       | Lämningstyp                      | Tillkomsttid | Historisk indelning | Plats | Läge                 | ID-nr          | Bild                                      |
| -------------------------- | -------------------------------- | ------------ | ------------------- | ----- | -------------------- | -------------- | ----------------------------------------- |
| Norrlanda 1:1              | Gravfält                         |              | Norrlanda, Gotland  |       | 57.499402, 18.687906 | 10095400010001 | Ladda upp en bild av detta fornminne      |
| Norrlanda 4:1              | Gravfält                         |              | Norrlanda, Gotland  |       | 57.518402, 18.757528 | 10095400040001 | Ladda upp en bild av detta fornminne      |
| Norrlanda 6:1              | Gravfält                         |              | Norrlanda, Gotland  |       | 57.514391, 18.746836 | 10095400060001 | Ladda upp en bild av detta fornminne      |
| Norrlanda 7:1              | Gravfält                         |              | Norrlanda, Gotland  |       | 57.517532, 18.721797 | 10095400070001 | Ladda upp en bild av detta fornminne      |
| Norrlanda 8:1              | Röse                             |              | Norrlanda, Gotland  |       | 57.515424, 18.721728 | 10095400080001 | Ladda upp en bild av detta fornminne      |
| Norrlanda 8:2              | Stensättning                     |              | Norrlanda, Gotland  |       | 57.515287, 18.721522 | 10095400080002 | Ladda upp en bild av detta fornminne      |
| Norrlanda 8:3              | Stensättning                     |              | Norrlanda, Gotland  |       | 57.515334, 18.721279 | 10095400080003 | Ladda upp en bild av detta fornminne      |
| Norrlanda 9:1              | Stensättning                     |              | Norrlanda, Gotland  |       | 57.515212, 18.726528 | 10095400090001 | Ladda upp en bild av detta fornminne      |
| Norrlanda 10:1             | Stenkrets                        |              | Norrlanda, Gotland  |       | 57.509678, 18.709671 | 10095400100001 | Ladda upp en bild av detta fornminne      |
| Norrlanda 10:2             | Stensättning                     |              | Norrlanda, Gotland  |       | 57.509811, 18.709868 | 10095400100002 | Ladda upp en bild av detta fornminne      |
| Norrlanda 10:3             | Stensättning                     |              | Norrlanda, Gotland  |       | 57.509757, 18.710174 | 10095400100003 | Ladda upp en bild av detta fornminne      |
| Norrlanda 10:4             | Stensättning                     |              | Norrlanda, Gotland  |       | 57.509583, 18.709608 | 10095400100004 | Ladda upp en bild av detta fornminne      |
| Norrlanda 11:1             | Stensättning                     |              | Norrlanda, Gotland  |       | 57.510152, 18.711031 | 10095400110001 | Ladda upp en bild av detta fornminne      |
| Norrlanda 11:2             | Stensättning                     |              | Norrlanda, Gotland  |       | 57.510100, 18.710934 | 10095400110002 | Ladda upp en bild av detta fornminne      |
| Norrlanda 11:3             | Stensättning                     |              | Norrlanda, Gotland  |       | 57.509996, 18.710845 | 10095400110003 | Ladda upp en bild av detta fornminne      |
| Norrlanda 12:1             | Röse                             |              | Norrlanda, Gotland  |       | 57.513401, 18.723572 | 10095400120001 | Ladda upp en bild av detta fornminne      |
| Norrlanda 13:1             | Stensättning                     |              | Norrlanda, Gotland  |       | 57.509584, 18.721678 | 10095400130001 | Ladda upp en bild av detta fornminne      |
| Norrlanda 13:2             | Stensättning                     |              | Norrlanda, Gotland  |       | 57.509468, 18.721637 | 10095400130002 | Ladda upp en bild av detta fornminne      |
| Norrlanda 14:1             | Röse                             |              | Norrlanda, Gotland  |       | 57.507366, 18.710906 | 10095400140001 | Ladda upp en bild av detta fornminne      |
| Norrlanda 14:2             | Stensättning                     |              | Norrlanda, Gotland  |       | 57.507298, 18.711133 | 10095400140002 | Ladda upp en bild av detta fornminne      |
| Norrlanda 14:3             | Stensättning                     |              | Norrlanda, Gotland  |       | 57.507370, 18.711257 | 10095400140003 | Ladda upp en bild av detta fornminne      |
| Norrlanda 14:4             | Stensättning                     |              | Norrlanda, Gotland  |       | 57.507450, 18.711222 | 10095400140004 | Ladda upp en bild av detta fornminne      |
| Bjärs hög (Norrlanda 16:1) | Hög                              |              | Norrlanda, Gotland  |       | 57.517878, 18.704325 | 10095400160001 | Ladda upp en bild av detta fornminne      |
| Norrlanda 17:1             | Husgrund, förhistorisk/medeltida |              | Norrlanda, Gotland  |       | 57.517736, 18.704954 | 10095400170001 | Ladda upp en bild av detta fornminne      |
| Norrlanda 17:2             | Husgrund, förhistorisk/medeltida |              | Norrlanda, Gotland  |       | 57.517522, 18.704530 | 10095400170002 | Ladda upp en bild av detta fornminne      |
| Norrlanda 17:3             | Husgrund, förhistorisk/medeltida |              | Norrlanda, Gotland  |       | 57.517257, 18.704262 | 10095400170003 | Ladda upp en bild av detta fornminne      |
| Norrlanda 18:1             | Husgrund, förhistorisk/medeltida |              | Norrlanda, Gotland  |       | 57.515741, 18.702010 | 10095400180001 | Ladda upp en bild av detta fornminne      |
| Norrlanda 18:2             | Husgrund, förhistorisk/medeltida |              | Norrlanda, Gotland  |       | 57.515337, 18.701891 | 10095400180002 | Ladda upp en bild av detta fornminne      |
| Norrlanda 19:1             | Husgrund, förhistorisk/medeltida |              | Norrlanda, Gotland  |       | 57.513920, 18.701931 | 10095400190001 | Ladda upp en bild av detta fornminne      |
| Norrlanda 20:1             | Röse                             |              | Norrlanda, Gotland  |       | 57.518175, 18.711716 | 10095400200001 | Ladda upp en bild av detta fornminne      |
| Norrlanda 20:2             | Stensättning                     |              | Norrlanda, Gotland  |       | 57.518066, 18.711333 | 10095400200002 | Ladda upp en bild av detta fornminne      |
| Norrlanda 21:1             | Gravfält                         |              | Norrlanda, Gotland  |       | 57.516818, 18.708943 | 10095400210001 | Ladda upp en bild av detta fornminne      |
| Norrlanda 22:1             | Gravfält                         |              | Norrlanda, Gotland  |       | 57.515334, 18.706134 | 10095400220001 | Ladda upp en bild av detta fornminne      |
| Norrlanda 23:1             | Röse                             |              | Norrlanda, Gotland  |       | 57.517041, 18.715780 | 10095400230001 | Ladda upp en bild av detta fornminne      |
| Norrlanda 23:2             | Stensättning                     |              | Norrlanda, Gotland  |       | 57.516999, 18.715443 | 10095400230002 | Ladda upp en bild av detta fornminne      |
| Norrlanda 23:3             | Stensättning                     |              | Norrlanda, Gotland  |       | 57.516935, 18.715328 | 10095400230003 | Ladda upp en bild av detta fornminne      |
| Norrlanda 24:1             | Röse                             |              | Norrlanda, Gotland  |       | 57.516168, 18.717434 | 10095400240001 | Ladda upp en bild av detta fornminne      |
| Norrlanda 24:2             | Stensättning                     |              | Norrlanda, Gotland  |       | 57.516164, 18.717197 | 10095400240002 | Ladda upp en bild av detta fornminne      |
| Norrlanda 25:1             | Stenkrets                        |              | Norrlanda, Gotland  |       | 57.518770, 18.711596 | 10095400250001 | Ladda upp en bild av detta fornminne      |
| Norrlanda 26:1             | Husgrund, förhistorisk/medeltida |              | Norrlanda, Gotland  |       | 57.518115, 18.696346 | 10095400260001 | Ladda upp en bild av detta fornminne      |
| Norrlanda 26:2             | Husgrund, förhistorisk/medeltida |              | Norrlanda, Gotland  |       | 57.517884, 18.697022 | 10095400260002 | Ladda upp en bild av detta fornminne      |
| Norrlanda 27:1             | Husgrund, förhistorisk/medeltida |              | Norrlanda, Gotland  |       | 57.517640, 18.695454 | 10095400270001 | Ladda upp en bild av detta fornminne      |
| Norrlanda 27:2             | Husgrund, förhistorisk/medeltida |              | Norrlanda, Gotland  |       | 57.517474, 18.695278 | 10095400270002 | Ladda upp en bild av detta fornminne      |
| Norrlanda 27:3             | Husgrund, förhistorisk/medeltida |              | Norrlanda, Gotland  |       | 57.517344, 18.695849 | 10095400270003 | Ladda upp en bild av detta fornminne      |
| Norrlanda 28:1             | Röse                             |              | Norrlanda, Gotland  |       | 57.518536, 18.725219 | 10095400280001 | Ladda upp en bild av detta fornminne      |
| Norrlanda 28:2             | Stensättning                     |              | Norrlanda, Gotland  |       | 57.518643, 18.725570 | 10095400280002 | Ladda upp en bild av detta fornminne      |
| Norrlanda 28:3             | Stensättning                     |              | Norrlanda, Gotland  |       | 57.518704, 18.725725 | 10095400280003 | Ladda upp en bild av detta fornminne      |
| Norrlanda 29:1             | Gravfält                         |              | Norrlanda, Gotland  |       | 57.518989, 18.726896 | 10095400290001 | Ladda upp en bild av detta fornminne      |
| Norrlanda 30:1             | Stenkrets                        |              | Norrlanda, Gotland  |       | 57.528850, 18.703605 | 10095400300001 | Ladda upp en bild av detta fornminne      |
| Norrlanda 31:1             | Gravfält                         |              | Norrlanda, Gotland  |       | 57.532161, 18.713228 | 10095400310001 | Ladda upp en bild av detta fornminne      |
| Norrlanda 33:1             | Stensättning                     |              | Norrlanda, Gotland  |       | 57.530189, 18.707466 | 10095400330001 | Ladda upp en bild av detta fornminne      |
| Norrlanda 34:1             | Gravfält                         |              | Norrlanda, Gotland  |       | 57.520562, 18.709399 | 10095400340001 | Ladda upp en bild av detta fornminne      |
| Norrlanda 36:1             | Husgrund, förhistorisk/medeltida |              | Norrlanda, Gotland  |       | 57.515125, 18.687316 | 10095400360001 | Ladda upp en bild av detta fornminne      |
| Norrlanda 38:1             | Stensättning                     |              | Norrlanda, Gotland  |       | 57.500091, 18.663856 | 10095400380001 | Ladda upp en bild av detta fornminne      |
| Norrlanda 39:1             | Gravfält                         |              | Norrlanda, Gotland  |       | 57.499676, 18.664610 | 10095400390001 | Ladda upp en bild av detta fornminne      |
| Norrlanda 41:1             | Stensättning                     |              | Norrlanda, Gotland  |       | 57.503931, 18.665754 | 10095400410001 | Ladda upp en bild av detta fornminne      |
| Norrlanda 41:2             | Stensättning                     |              | Norrlanda, Gotland  |       | 57.503814, 18.665470 | 10095400410002 | Ladda upp en bild av detta fornminne      |
| Norrlanda 41:3             | Stensättning                     |              | Norrlanda, Gotland  |       | 57.503699, 18.665300 | 10095400410003 | Ladda upp en bild av detta fornminne      |
| Norrlanda 44:1             | Husgrund, förhistorisk/medeltida |              | Norrlanda, Gotland  |       | 57.501896, 18.633212 | 10095400440001 | Ladda upp en till bild av detta fornminne |
| Norrlanda 46:1             | Husgrund, förhistorisk/medeltida |              | Norrlanda, Gotland  |       | 57.500970, 18.614680 | 10095400460001 | Ladda upp en bild av detta fornminne      |
| Norrlanda 46:2             | Husgrund, förhistorisk/medeltida |              | Norrlanda, Gotland  |       | 57.500524, 18.614974 | 10095400460002 | Ladda upp en bild av detta fornminne      |
| Norrlanda 47:1             | Gravfält                         |              | Norrlanda, Gotland  |       | 57.511329, 18.624583 | 10095400470001 | Ladda upp en bild av detta fornminne      |
| Norrlanda 48:1             | Gravfält                         |              | Norrlanda, Gotland  |       | 57.509234, 18.625900 | 10095400480001 | Ladda upp en bild av detta fornminne      |
| Norrlanda 49:1             | Stensättning                     |              | Norrlanda, Gotland  |       | 57.515540, 18.631043 | 10095400490001 | Ladda upp en bild av detta fornminne      |
| Norrlanda 49:2             | Stensättning                     |              | Norrlanda, Gotland  |       | 57.515523, 18.630821 | 10095400490002 | Ladda upp en bild av detta fornminne      |
| Norrlanda 49:3             | Stensättning                     |              | Norrlanda, Gotland  |       | 57.515529, 18.630581 | 10095400490003 | Ladda upp en bild av detta fornminne      |
| Norrlanda 50:2             | Hällristning                     |              | Norrlanda, Gotland  |       | 57.518519, 18.621478 | 11100000001136 | Ladda upp en bild av detta fornminne      |
| Norrlanda 52:1             | Husgrund, förhistorisk/medeltida |              | Norrlanda, Gotland  |       | 57.515524, 18.620051 | 10095400520001 | Ladda upp en bild av detta fornminne      |
| Norrlanda 53:1             | Stensättning                     |              | Norrlanda, Gotland  |       | 57.515760, 18.612424 | 10095400530001 | Ladda upp en bild av detta fornminne      |
| Norrlanda 53:2             | Röse                             |              | Norrlanda, Gotland  |       | 57.515748, 18.612560 | 10095400530002 | Ladda upp en bild av detta fornminne      |
| Norrlanda 53:3             | Stensättning                     |              | Norrlanda, Gotland  |       | 57.515729, 18.612682 | 10095400530003 | Ladda upp en bild av detta fornminne      |
| Norrlanda 53:4             | Stensättning                     |              | Norrlanda, Gotland  |       | 57.515697, 18.612396 | 10095400530004 | Ladda upp en bild av detta fornminne      |
| Norrlanda 54:1             | Gravfält                         |              | Norrlanda, Gotland  |       | 57.515553, 18.611580 | 10095400540001 | Ladda upp en bild av detta fornminne      |
| Norrlanda 55:1             | Stensättning                     |              | Norrlanda, Gotland  |       | 57.514544, 18.629753 | 10095400550001 | Ladda upp en bild av detta fornminne      |
| Norrlanda 57:1             | Stensättning                     |              | Norrlanda, Gotland  |       | 57.506239, 18.652371 | 10095400570001 | Ladda upp en bild av detta fornminne      |
| Norrlanda 58:1             | Stensättning                     |              | Norrlanda, Gotland  |       | 57.517557, 18.631317 | 10095400580001 | Ladda upp en bild av detta fornminne      |
| Norrlanda 58:2             | Stensättning                     |              | Norrlanda, Gotland  |       | 57.517645, 18.631238 | 10095400580002 | Ladda upp en bild av detta fornminne      |
| Norrlanda 60:1             | Stensättning                     |              | Norrlanda, Gotland  |       | 57.523584, 18.631311 | 10095400600001 | Ladda upp en till bild av detta fornminne |
| Norrlanda 60:2             | Stensättning                     |              | Norrlanda, Gotland  |       | 57.523448, 18.631206 | 10095400600002 | Ladda upp en till bild av detta fornminne |
| Hamstädar (Norrlanda 62:1) | Husgrund, förhistorisk/medeltida |              | Norrlanda, Gotland  |       | 57.529244, 18.632266 | 10095400620001 | Ladda upp en till bild av detta fornminne |
| Norrlanda 62:2             | Husgrund, förhistorisk/medeltida |              | Norrlanda, Gotland  |       | 57.529263, 18.632742 | 10095400620002 | Ladda upp en till bild av detta fornminne |
| Norrlanda 62:3             | Husgrund, förhistorisk/medeltida |              | Norrlanda, Gotland  |       | 57.529004, 18.632640 | 10095400620003 | Ladda upp en till bild av detta fornminne |
| Norrlanda 62:4             | Husgrund, förhistorisk/medeltida |              | Norrlanda, Gotland  |       | 57.528763, 18.632576 | 10095400620004 | Ladda upp en till bild av detta fornminne |
| Norrlanda 62:6             | Husgrund, förhistorisk/medeltida |              | Norrlanda, Gotland  |       | 57.528616, 18.632173 | 10095400620006 | Ladda upp en bild av detta fornminne      |
| Norrlanda 62:8             | Husgrund, förhistorisk/medeltida |              | Norrlanda, Gotland  |       | 57.528396, 18.632844 | 10095400620008 | Ladda upp en bild av detta fornminne      |
| Norrlanda 63:1             | Husgrund, förhistorisk/medeltida |              | Norrlanda, Gotland  |       | 57.528840, 18.634933 | 10095400630001 | Ladda upp en bild av detta fornminne      |
| Norrlanda 64:1             | Fornborg                         |              | Norrlanda, Gotland  |       | 57.518150, 18.646266 | 10095400640001 | Ladda upp en bild av detta fornminne      |
| Norrlanda 65:1             | Stensättning                     |              | Norrlanda, Gotland  |       | 57.513473, 18.644773 | 10095400650001 | Ladda upp en bild av detta fornminne      |
| Norrlanda 65:3             | Stensättning                     |              | Norrlanda, Gotland  |       | 57.513467, 18.645050 | 10095400650003 | Ladda upp en bild av detta fornminne      |
| Norrlanda 66:1             | Hällristning                     |              | Norrlanda, Gotland  |       | 57.512718, 18.675132 | 11100000001137 | Ladda upp en bild av detta fornminne      |
| Norrlanda 69:1             | Husgrund, förhistorisk/medeltida |              | Norrlanda, Gotland  |       | 57.486154, 18.637662 | 10095400690001 | Ladda upp en bild av detta fornminne      |
| Norrlanda 79:1             | Röse                             |              | Norrlanda, Gotland  |       | 57.511925, 18.726359 | 10095400790001 | Ladda upp en bild av detta fornminne      |
| Norrlanda 79:2             | Stensättning                     |              | Norrlanda, Gotland  |       | 57.511910, 18.726161 | 10095400790002 | Ladda upp en bild av detta fornminne      |
| Norrlanda 80:1             | Hällristning                     |              | Norrlanda, Gotland  |       | 57.523380, 18.739545 | 11100000001138 | Ladda upp en bild av detta fornminne      |
| Norrlanda 81:1             | Röse                             |              | Norrlanda, Gotland  |       | 57.514965, 18.723841 | 10095400810001 | Ladda upp en bild av detta fornminne      |
| Norrlanda 83:1             | Röse                             |              | Norrlanda, Gotland  |       | 57.530071, 18.724132 | 10095400830001 | Ladda upp en bild av detta fornminne      |
| Norrlanda 83:2             | Stensättning                     |              | Norrlanda, Gotland  |       | 57.530038, 18.723434 | 10095400830002 | Ladda upp en bild av detta fornminne      |
| Norrlanda 84:1             | Stensättning                     |              | Norrlanda, Gotland  |       | 57.529901, 18.722438 | 10095400840001 | Ladda upp en bild av detta fornminne      |
| Norrlanda 84:2             | Stenkrets                        |              | Norrlanda, Gotland  |       | 57.529655, 18.722040 | 10095400840002 | Ladda upp en bild av detta fornminne      |
| Norrlanda 85:1             | Husgrund, förhistorisk/medeltida |              | Norrlanda, Gotland  |       | 57.509300, 18.659450 | 10095400850001 | Ladda upp en bild av detta fornminne      |
| Norrlanda 89:1             | Stenkrets                        |              | Norrlanda, Gotland  |       | 57.529872, 18.669041 | 10095400890001 | Ladda upp en bild av detta fornminne      |
| Norrlanda 89:2             | Stenkrets                        |              | Norrlanda, Gotland  |       | 57.529774, 18.669223 | 10095400890002 | Ladda upp en bild av detta fornminne      |
| Norrlanda 89:3             | Stenkrets                        |              | Norrlanda, Gotland  |       | 57.529623, 18.669631 | 10095400890003 | Ladda upp en bild av detta fornminne      |
| Norrlanda 90:1             | Hög                              |              | Norrlanda, Gotland  |       | 57.528613, 18.672565 | 10095400900001 | Ladda upp en bild av detta fornminne      |
| Norrlanda 90:2             | Stensättning                     |              | Norrlanda, Gotland  |       | 57.528321, 18.672689 | 10095400900002 | Ladda upp en bild av detta fornminne      |
| Norrlanda 91:3             | Husgrund, förhistorisk/medeltida |              | Norrlanda, Gotland  |       | 57.534136, 18.677000 | 10095400910003 | Ladda upp en bild av detta fornminne      |
| Norrlanda 92:1             | Husgrund, förhistorisk/medeltida |              | Norrlanda, Gotland  |       | 57.534762, 18.676477 | 10095400920001 | Ladda upp en bild av detta fornminne      |
| Norrlanda 93:1             | Husgrund, förhistorisk/medeltida |              | Norrlanda, Gotland  |       | 57.536338, 18.675187 | 10095400930001 | Ladda upp en bild av detta fornminne      |
| Norrlanda 94:1             | Gravfält                         |              | Norrlanda, Gotland  |       | 57.525818, 18.678129 | 10095400940001 | Ladda upp en bild av detta fornminne      |
| Norrlanda 97:1             | Gravfält                         |              | Norrlanda, Gotland  |       | 57.505513, 18.688516 | 10095400970001 | Ladda upp en bild av detta fornminne      |
| Norrlanda 98:1             | Stensättning                     |              | Norrlanda, Gotland  |       | 57.529124, 18.704122 | 10095400980001 | Ladda upp en bild av detta fornminne      |
| Norrlanda 99:1             | Stensättning                     |              | Norrlanda, Gotland  |       | 57.513137, 18.612445 | 10095400990001 | Ladda upp en bild av detta fornminne      |
| Norrlanda 99:2             | Stensättning                     |              | Norrlanda, Gotland  |       | 57.513091, 18.612523 | 10095400990002 | Ladda upp en bild av detta fornminne      |
| Norrlanda 99:3             | Stensättning                     |              | Norrlanda, Gotland  |       | 57.513020, 18.612501 | 10095400990003 | Ladda upp en bild av detta fornminne      |
| Norrlanda 99:4             | Stensättning                     |              | Norrlanda, Gotland  |       | 57.512912, 18.612942 | 10095400990004 | Ladda upp en bild av detta fornminne      |
| Norrlanda 100:1            | Röse                             |              | Norrlanda, Gotland  |       | 57.512775, 18.647878 | 10095401000001 | Ladda upp en bild av detta fornminne      |
| Norrlanda 100:2            | Stensättning                     |              | Norrlanda, Gotland  |       | 57.512665, 18.646965 | 10095401000002 | Ladda upp en bild av detta fornminne      |
| Norrlanda 102:1            | Röse                             |              | Norrlanda, Gotland  |       | 57.535538, 18.721486 | 10095401020001 | Ladda upp en bild av detta fornminne      |
| Norrlanda 102:2            | Stensättning                     |              | Norrlanda, Gotland  |       | 57.535516, 18.721194 | 10095401020002 | Ladda upp en bild av detta fornminne      |
| Norrlanda 102:3            | Stensättning                     |              | Norrlanda, Gotland  |       | 57.535478, 18.720897 | 10095401020003 | Ladda upp en bild av detta fornminne      |
| Norrlanda 108:1            | Stensättning                     |              | Norrlanda, Gotland  |       | 57.542031, 18.678073 | 10095401080001 | Ladda upp en bild av detta fornminne      |
| Norrlanda 110:1            | Stensättning                     |              | Norrlanda, Gotland  |       | 57.522542, 18.659030 | 10095401100001 | Ladda upp en bild av detta fornminne      |
| Norrlanda 113:1            | Stensättning                     |              | Norrlanda, Gotland  |       | 57.530690, 18.706140 | 10095401130001 | Ladda upp en bild av detta fornminne      |
| Norrlanda 114:1            | Stensättning                     |              | Norrlanda, Gotland  |       | 57.542476, 18.676203 | 10095401140001 | Ladda upp en bild av detta fornminne      |
| Norrlanda 121:1            | Stensättning                     |              | Norrlanda, Gotland  |       | 57.519518, 18.702193 | 10095401210001 | Ladda upp en bild av detta fornminne      |
| Norrlanda 125:1            | Stensättning                     |              | Norrlanda, Gotland  |       | 57.509943, 18.716578 | 10095401250001 | Ladda upp en bild av detta fornminne      |
| Norrlanda 125:2            | Stensättning                     |              | Norrlanda, Gotland  |       | 57.509833, 18.716533 | 10095401250002 | Ladda upp en bild av detta fornminne      |
| Norrlanda 125:3            | Stensättning                     |              | Norrlanda, Gotland  |       | 57.509724, 18.715871 | 10095401250003 | Ladda upp en bild av detta fornminne      |
| Norrlanda 126:1            | Stensättning                     |              | Norrlanda, Gotland  |       | 57.510858, 18.722545 | 10095401260001 | Ladda upp en bild av detta fornminne      |
| Norrlanda 127:1            | Stensättning                     |              | Norrlanda, Gotland  |       | 57.513951, 18.745345 | 10095401270001 | Ladda upp en bild av detta fornminne      |
| Norrlanda 128:1            | Stenkrets                        |              | Norrlanda, Gotland  |       | 57.512178, 18.722287 | 10095401280001 | Ladda upp en bild av detta fornminne      |
| Norrlanda 128:2            | Stenkrets                        |              | Norrlanda, Gotland  |       | 57.512072, 18.721730 | 10095401280002 | Ladda upp en bild av detta fornminne      |
| Norrlanda 129:1            | Gravfält                         |              | Norrlanda, Gotland  |       | 57.518923, 18.759638 | 10095401290001 | Ladda upp en bild av detta fornminne      |
| Norrlanda 130:1            | Grav markerad av sten/block      |              | Norrlanda, Gotland  |       | 57.495037, 18.689481 | 10095401300001 | Ladda upp en bild av detta fornminne      |
| Norrlanda 130:2            | Grav markerad av sten/block      |              | Norrlanda, Gotland  |       | 57.494974, 18.689426 | 10095401300002 | Ladda upp en bild av detta fornminne      |
| Norrlanda 130:3            | Grav markerad av sten/block      |              | Norrlanda, Gotland  |       | 57.494874, 18.689566 | 10095401300003 | Ladda upp en bild av detta fornminne      |
| Norrlanda 130:4            | Grav markerad av sten/block      |              | Norrlanda, Gotland  |       | 57.494813, 18.689635 | 10095401300004 | Ladda upp en bild av detta fornminne      |
| Norrlanda 131:1            | Stensättning                     |              | Norrlanda, Gotland  |       | 57.504412, 18.666461 | 10095401310001 | Ladda upp en bild av detta fornminne      |
| Norrlanda 134:1            | Grav markerad av sten/block      |              | Norrlanda, Gotland  |       | 57.506284, 18.687870 | 10095401340001 | Ladda upp en bild av detta fornminne      |
| Norrlanda 134:3            | Grav markerad av sten/block      |              | Norrlanda, Gotland  |       | 57.505923, 18.688108 | 10095401340003 | Ladda upp en bild av detta fornminne      |
| Norrlanda 134:4            | Grav markerad av sten/block      |              | Norrlanda, Gotland  |       | 57.505923, 18.688108 | 10095401340004 | Ladda upp en bild av detta fornminne      |
| Norrlanda 134:5            | Grav markerad av sten/block      |              | Norrlanda, Gotland  |       | 57.505923, 18.688108 | 10095401340005 | Ladda upp en bild av detta fornminne      |
| Norrlanda 134:6            | Grav markerad av sten/block      |              | Norrlanda, Gotland  |       | 57.505923, 18.688108 | 10095401340006 | Ladda upp en bild av detta fornminne      |
| Norrlanda 137:1            | Hög                              |              | Norrlanda, Gotland  |       | 57.507184, 18.671059 | 10095401370001 | Ladda upp en bild av detta fornminne      |
| Norrlanda 141:1            | Stensättning                     |              | Norrlanda, Gotland  |       | 57.506072, 18.741860 | 10095401410001 | Ladda upp en bild av detta fornminne      |
| Norrlanda 142:1            | Stensättning                     |              | Norrlanda, Gotland  |       | 57.514475, 18.627532 | 10095401420001 | Ladda upp en bild av detta fornminne      |
| Norrlanda 146:1            | Hällristning                     |              | Norrlanda, Gotland  |       | 57.529652, 18.633096 | 11100000001326 | Ladda upp en bild av detta fornminne      |
| Norrlanda 146:2            | Stensättning                     |              | Norrlanda, Gotland  |       | 57.529739, 18.632618 | 10095401460002 | Ladda upp en bild av detta fornminne      |
| Norrlanda 147:1            | Stensättning                     |              | Norrlanda, Gotland  |       | 57.507049, 18.710421 | 10095401470001 | Ladda upp en bild av detta fornminne      |
| Norrlanda 150:1            | Husgrund, förhistorisk/medeltida |              | Norrlanda, Gotland  |       | 57.505686, 18.625739 | 10095401500001 | Ladda upp en bild av detta fornminne      |
| Norrlanda 151:1            | Stensättning                     |              | Norrlanda, Gotland  |       | 57.508354, 18.625906 | 10095401510001 | Ladda upp en bild av detta fornminne      |
| Norrlanda 151:4            | Stensättning                     |              | Norrlanda, Gotland  |       | 57.508551, 18.626136 | 10095401510004 | Ladda upp en bild av detta fornminne      |
| Norrlanda 152:1            | Husgrund, förhistorisk/medeltida |              | Norrlanda, Gotland  |       | 57.507886, 18.634144 | 10095401520001 | Ladda upp en bild av detta fornminne      |
| Norrlanda 159:1            | Stensättning                     |              | Norrlanda, Gotland  |       | 57.509411, 18.657730 | 10095401590001 | Ladda upp en bild av detta fornminne      |
| Norrlanda 163:1            | Stensättning                     |              | Norrlanda, Gotland  |       | 57.491442, 18.616680 | 10095401630001 | Ladda upp en bild av detta fornminne      |
| Norrlanda 163:2            | Stensättning                     |              | Norrlanda, Gotland  |       | 57.491370, 18.616696 | 10095401630002 | Ladda upp en bild av detta fornminne      |
| Norrlanda 163:3            | Stensättning                     |              | Norrlanda, Gotland  |       | 57.491291, 18.616690 | 10095401630003 | Ladda upp en bild av detta fornminne      |
| Norrlanda 164:1            | Stensättning                     |              | Norrlanda, Gotland  |       | 57.492057, 18.616777 | 10095401640001 | Ladda upp en bild av detta fornminne      |
| Norrlanda 165:1            | Gravfält                         |              | Norrlanda, Gotland  |       | 57.489611, 18.620190 | 10095401650001 | Ladda upp en bild av detta fornminne      |
| Norrlanda 166:1            | Stensättning                     |              | Norrlanda, Gotland  |       | 57.489362, 18.618298 | 10095401660001 | Ladda upp en bild av detta fornminne      |
| Norrlanda 166:2            | Stensättning                     |              | Norrlanda, Gotland  |       | 57.489439, 18.618492 | 10095401660002 | Ladda upp en bild av detta fornminne      |
| Norrlanda 167:1            | Stensättning                     |              | Norrlanda, Gotland  |       | 57.487618, 18.611611 | 10095401670001 | Ladda upp en bild av detta fornminne      |
| Norrlanda 168:1            | Fornborg                         |              | Norrlanda, Gotland  |       | 57.510185, 18.662051 | 10095401680001 | Ladda upp en bild av detta fornminne      |
| Norrlanda 171:1            | Stensättning                     |              | Norrlanda, Gotland  |       | 57.511273, 18.615673 | 10095401710001 | Ladda upp en bild av detta fornminne      |
| Norrlanda 172:1            | Stensättning                     |              | Norrlanda, Gotland  |       | 57.508569, 18.679731 | 10095401720001 | Ladda upp en bild av detta fornminne      |
| Norrlanda 173:1            | Gravfält                         |              | Norrlanda, Gotland  |       | 57.507395, 18.677484 | 10095401730001 | Ladda upp en bild av detta fornminne      |
| Norrlanda 174:1            | Stensättning                     |              | Norrlanda, Gotland  |       | 57.504447, 18.676985 | 10095401740001 | Ladda upp en bild av detta fornminne      |
| Norrlanda 176:4            | Stensättning                     |              | Norrlanda, Gotland  |       | 57.488189, 18.611842 | 10095401760004 | Ladda upp en bild av detta fornminne      |
| Norrlanda 182              | Husgrund, förhistorisk/medeltida |              | Norrlanda, Gotland  |       | 57.516065, 18.650856 | 12000000006523 | Ladda upp en bild av detta fornminne      |
| Norrlanda 362              | Stensättning                     |              | Norrlanda, Gotland  |       | 57.521093, 18.649621 | 12000000061413 | Ladda upp en bild av detta fornminne      |
| Norrlanda 365              | Stensättning                     |              | Norrlanda, Gotland  |       | 57.521076, 18.649584 | 12000000061416 | Ladda upp en bild av detta fornminne      |
| Hörsne 36:1                | Gravfält                         |              | Norrlanda, Gotland  |       | 57.537442, 18.647921 | 10094000360001 | Ladda upp en bild av detta fornminne      |